# Abigor
Abigor este o formație de black metal din Austria, fondată în anul 1993.